# Graham Rix
Pour les articles homonymes, voir Rix.
Graham Rix, né le 23 octobre 1957 à Doncaster, est un footballeur international anglais, devenu entraîneur. 

## Biographie

### Joueur de football
Il rejoint Arsenal en tant que stagiaire en 1974 et devient professionnel l'année suivante. Il fait ses débuts contre Leicester City le 2 avril 1977, et marque un but dès son premier match. Il devient alors rapidement titulaire sur l'aile, à la place de George Armstrong. Avec Liam Brady, ils formaient une paire de milieux offensifs performante, qui aida Arsenal à atteindre 3 finales de coupe successive entre 1978 et 1980. Arsenal n'en gagne qu'une seule, en 1979 contre Manchester United, sur le score de 3-2. Rix est passeur décisif sur le dernier but de'Alan Sunderland, à la dernière minute.
La saison suivante, Arsenal atteint la finale de la coupe d'Europe des vainqueurs de coupes contre Valence CF. Le score est nul et vierge, le match se termine sur une séance de tirs au but. Rix manque le sien et Arsenal perd la finale. Après le départ de Liam Brady à la Juventus, Rix reste au club, dont il devient capitaine en 1983. 
Entre 1980 et 1984, Rix joue régulièrement en équipe d'Angleterre. Il dispute notamment cinq matchs de la coupe du monde de football 1982.
Au milieu des années 1980, une série de blessures à son tendon d'Achille lui fait perdre sa place de titulaire, au profit de Martin Hayes. Après avoir été prêté à Brentford FC, en D3, il est libéré de son contrat en 1988, après avoir joué plus de 460 matchs toutes compétitions confondues pour les Gunners et marqué plus de 50 buts. 
Il signe en France, au SM Caen, qui vient d'être promu pour la première fois en Division 1. Dans une équipe que tout le monde voit redescendre, ses talents de meneur de jeu et son expérience sont précieux. Le club se maintient finalement à l'arraché. Lors de sa troisième saison, le club termine même 8e. 
En 1991, il part au Havre, où les blessures le rattrapent, avant de partir au Dundee FC en Écosse, où il termine sa carrière de joueur en 1993.

### Entraîneur
Rix rejoint Chelsea FC en tant qu'entraîneur des jeunes en 1993. En 1994-1995, il rechausse les crampons pour jouer quelques matchs de Coupe d'Europe en début de saison, puis lors des dernières minutes d'un match de Premiership contre Arsenal FC, en forme de jubilé commun avec Glenn Hoddle. 
Rix devient entraîneur adjoint en 1996, sous les ordres du nouvel entraîneur Ruud Gullit, puis avec Gianluca Vialli. Le club remporte la FA Cup en 1997, et la League Cup et la Coupe d'Europe des vainqueurs de coupes en 1998.
En mars 1999, Rix est condamné à 12 mois de prison pour avoir eu une relation sexuelle avec une fille âgée de 15 ans. Après sa sortie de prison, il retourne à Chelsea, qui remporte la FA Cup en 2000. Il quitte le club en novembre de la même, après le licenciement de Vialli. 
Rix devient brièvement entraîneur du Portsmouth FC en 2001-2002, remplacé par Harry Redknapp, puis du Oxford United FC en 2004, sans rencontrer le succès espéré.
Le 7 novembre 2005, Rix est nommé manager de Heart of Midlothian FC à la place de George Burley. Le 22 mars 2006, il est limogé par le président du club Vladimir Romanov, pour manque de résultats de l'équipe, pourtant classée seconde du championnat d'Écosse.
En février 2013, après plusieurs années d'inactivité, il devient l'entraîneur de l'équipe amateur de Portchester, en Wessex Football League. 

## Statistiques
Rix compte 17 sélections en équipe d'Angleterre, entre septembre 1980 et avril 1984.
| Saison                | Club                  | Championnat           | Championnat | Championnat | Coupe(s) nationale(s) | Coupe(s) nationale(s) | Compétition(s) continentale(s) | Compétition(s) continentale(s) | Compétition(s) continentale(s) | Angleterre | Angleterre | Total | Total |
| Saison                | Club                  | Division              | M.          | B.          | M.                    | B.                    | Comp.                          | M.                             | B.                             | M.         | B.         | M.    | B.    |
| 1976-1977             | Arsenal FC            | D1                    | 8           | 1           | -                     | -                     | -                              | -                              | -                              | -          | -          | 8     | 1     |
| 1977-1978             | Arsenal FC            | D1                    | 39          | 2           | 12                    | 1                     | -                              | -                              | -                              | -          | -          | 51    | 3     |
| 1978-1979             | Arsenal FC            | D1                    | 39          | 3           | 12                    | 0                     | C3                             | 6                              | 0                              | -          | -          | 57    | 3     |
| 1979-1980             | Arsenal FC            | D1                    | 38          | 4           | 19                    | 0                     | C2                             | 9                              | 1                              | -          | -          | 66    | 5     |
| 1980-1981             | Arsenal FC            | D1                    | 35          | 5           | 5                     | 0                     | -                              | -                              | -                              | 6          | 0          | 46    | 5     |
| 1981-1982             | Arsenal FC            | D1                    | 39          | 9           | 5                     | 0                     | C3                             | 4                              | 1                              | 7          | 0          | 55    | 10    |
| 1982-1983             | Arsenal FC            | D1                    | 36          | 6           | 16                    | 4                     | C3                             | 2                              | 0                              | 3          | 0          | 57    | 10    |
| 1983-1984             | Arsenal FC            | D1                    | 34          | 4           | 4                     | 2                     | -                              | -                              | -                              | 1          | 0          | 39    | 6     |
| 1984-1985             | Arsenal FC            | D1                    | 18          | 2           | 3                     | 1                     | -                              | -                              | -                              | -          | -          | 21    | 3     |
| 1985-1986             | Arsenal FC            | D1                    | 38          | 3           | 9                     | 2                     | -                              | -                              | -                              | -          | -          | 47    | 5     |
| 1986-1987             | Arsenal FC            | D1                    | 18          | 2           | 3                     | 0                     | -                              | -                              | -                              | -          | -          | 21    | 2     |
| 1987-1988             | Arsenal FC            | D1                    | 10          | 0           | 4                     | 0                     | -                              | -                              | -                              | -          | -          | 14    | 0     |
| 1987-1988             | Brentford FC (prêt)   | D3                    | 6           | 0           | -                     | -                     | -                              | -                              | -                              | -          | -          | 6     | 0     |
| 1988-1989             | SM Caen               | D1                    | 35          | 5           | 3                     | 0                     | -                              | -                              | -                              | -          | -          | 38    | 5     |
| 1989-1990             | SM Caen               | D1                    | 26          | 1           | 1                     | 0                     | -                              | -                              | -                              | -          | -          | 27    | 1     |
| 1990-1991             | SM Caen               | D1                    | 28          | 3           | 1                     | 0                     | -                              | -                              | -                              | -          | -          | 29    | 3     |
| 1991-1992             | Le Havre AC           | D1                    | 11          | 0           | 1                     | 0                     | -                              | -                              | -                              | -          | -          | 12    | 0     |
| 1992-1993             | Dundee FC             | D1                    | 14          | 2           | -                     | -                     | -                              | -                              | -                              | -          | -          | 14    | 2     |
| 1994-1995             | Chelsea FC            | D1                    | 1           | 0           | -                     | -                     | C2                             | 3                              | 0                              | -          | -          | 4     | 0     |
| Total sur la carrière | Total sur la carrière | Total sur la carrière | 459         | 50          | 98                    | 10                    | -                              | 24                             | 2                              | 17         | 0          | 598   | 62    |

## Palmarès

### En club
- Vainqueur de la FA Cup en 1979 avec Arsenal
- Vainqueur de la Coupe de la Ligue anglaise en 1987 avec Arsenal
- Finaliste de la Coupe d’Europe des Vainqueurs de Coupe en 1980 avec Arsenal
- Finaliste de la FA Cup en 1978 et en 1980 avec Arsenal

### EnÉquipe d'Angleterre
- 17 sélections entre 1980 et 1984
- Participation à la Coupe du Monde en 1982 (2e Tour)